# Strandmalört
Strandmalört (Artemisia maritima) är en växtart i släktet malörter och familjen korgblommiga växter. Den beskrevs av Carl von Linné.

## Beskrivning
Strandmalörten är 30–40 centimeter hög, vanligen med upprätta, rikt förgrenade stjälkar. Den har sirliga, dubbelt flikade blad med mycket smala flikar. Hela växten är tätt behårad och silvervit, med en stark, aromatisk doft. Blomkorgarna är rundade, med gula blommor. De växer i rika klasar i toppen på stjälkarna och grenarna. Blomningen sker i augusti–september.

## Utbredning
Strandmalört växer vilt i Västeuropa från brittiska öarna till Skandinavien, samt i Baltikum och vid den ryska ishavskusten. I Sverige är den mindre allmän från Bohuslän till Skåne samt på Öland och Gotland.

## Habitat
Arten växer på havsstränder och saltstäpper.